# Răpsig, Arad
Răpsig este un sat în comuna Bocsig din județul Arad, Crișana, România.

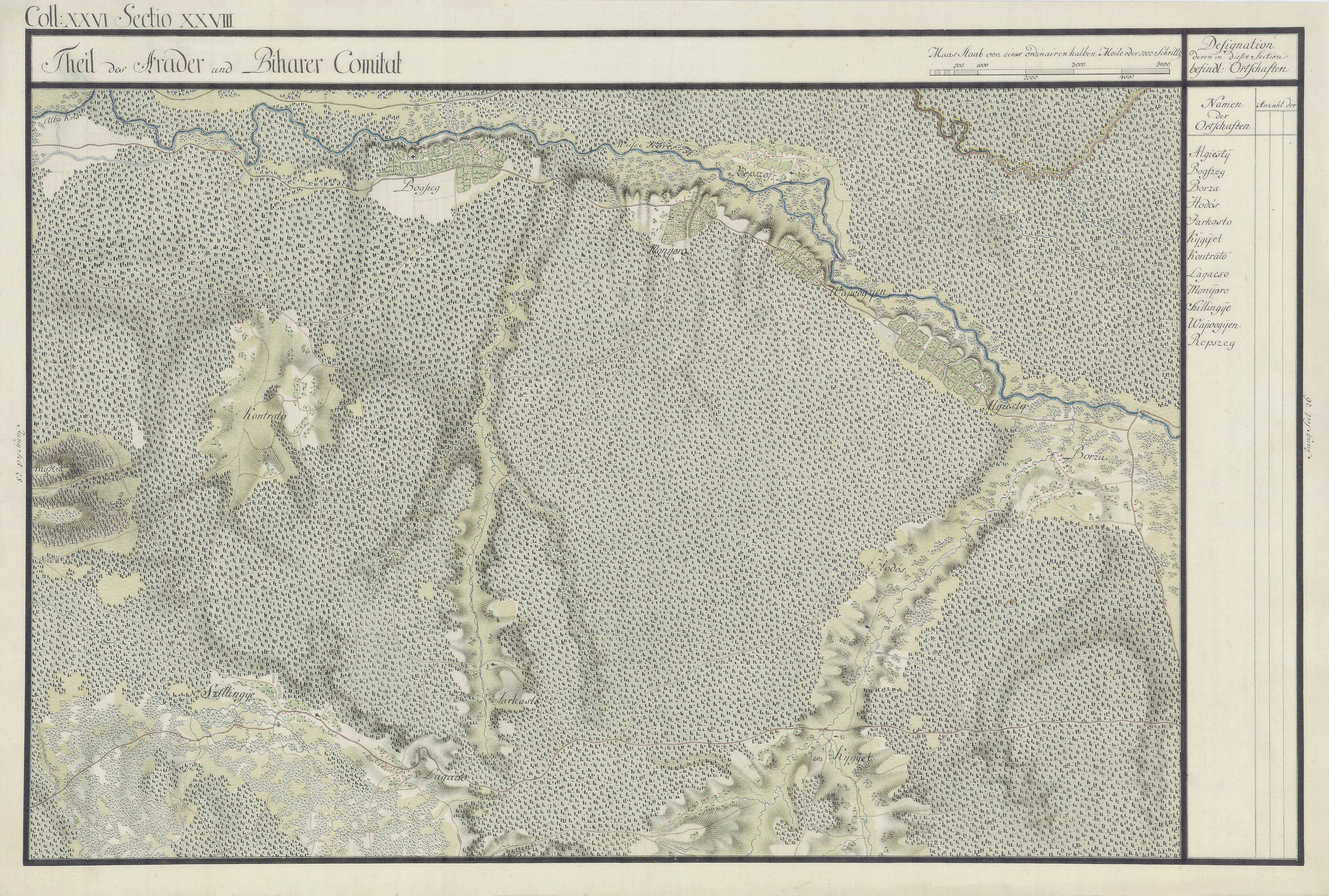
Răpsig în Harta Iozefină a Comitatului Arad, 1782-85

## Personalități
- Teodor Hălmăgean (1873 - 1951), delegat în Marea Adunare Națională de la Alba Iulia 1918